# 383 до н. е.
383 до н. е. рік до юліанського римського календаря. Також відомий як рік воєнних трибун з консульською владою (або, рідше, 371 Ab Urbe condita).

## Події

### За місцем

#### Греція
- Король Амінт III утворює тимчасовий союз із Халкідським союзом.

### За тематикою

#### Астрономія
- 19-ти річна фаза місяця з'явилася у Вавилонському календарі.

#### Релігія
- Другий буддійський собор було скликано королем Каласока і проведено у Вайшалі.

## Померли
| рік | Це незавершена стаття про рік. Ви можете допомогти проєкту, виправивши або дописавши її. |